# Tennisbane
En tennisbane er en bane, hvor sporten tennis spilles. Det er en fast rektangulær overflade med et lavt net strakt over midten. Den samme bane kan bruges til at spille både double- og singlekampe. En række forskellige overflader kan bruges til at skabe en tennisbane, hver med sine egne karakteristika, som påvirker spillets spillestil.

## Dimensioner
Dimensionerne af en tennisbane er defineret og reguleret af Det Internationale Tennisforbunds (ITF) og er nedskrevet i det årlige "Rules of Tennis"-dokument. Banen er 23,77 m lang. Dens bredde er 8,23 for singlekampe og 10,97 til doublekampe. Servelinjen er 6,4 m fra nettet. Der kræves yderligere fri plads rundt om banen, for at spillerne kan nå bolde til i alt 18 m bred og 37 m lang. Et net strækkes over hele banens bredde, parallelt med basislinjerne, og deler det i to lige store ender. Nettet er 1,07 højt ved stolperne, og 0,914 højt i midten. Netposterne er 0,914 uden for doublebanen på hver side eller, for et enkeltnet, 0,914 udenfor singlebanen på hver side.
Baseret på standardreglerne for tennis måles banens størrelse til ydersiden af de respektive grund- og sidelinjer. "Serve"-linjerne ("T" og "service"-linjen) er centreret. Bolden skal helt misse linjen for at blive betragtet som "ude". Den centrale servelinje er 5 cm, de andre linjer er mellem 2,5 cm og 5 cm bred, mens basislinjen kan være op til 10 cm bred.

### Mindre baner
ITF's Play and Stay-kampagne fremmer spil på mindre baner med langsommere røde, orange og grønne bolde til yngre børn. Dette giver børn mere tid og kontrol, så de kan spille og score fra den første lektion på baner, der er dimensioneret til at passe til deres krop. ITF har givet mandat, at officiel konkurrence for børn på 10 år og derunder skal spilles på "Orange" baner som er 18 m lange og 6,4 m brede. Konkurrence for børn under 8 år spilles på "Røde" baner, der er 11 m lang og 5,5 meter bred. Nettet er altid 0,8 m højt i midten.

## Overflader
Tennis spilles på en række forskellige overflader, og hver overflade har sine egne karakteristika, som påvirker spillets spillestil. Der er fire hovedtyper af baner afhængigt af de materialer, der bruges til banens overflade: grusbaner, hårde baner, græsbaner og tæppebaner. Det Internationale Tennisforbund (ITF) lister forskellige overflader og egenskaber og klassificerer overflader i fem tempoindstillinger:
- Kategori 1 (langsom)
- Kategori 2 (middel-langsom)
- Kategori 3 (medium)
- Kategori 4 (middelhurtig)
- Kategori 5 (hurtig)

Af de nuværende fire Grand Slam- turneringer bruger Australian og US Open hårde baner, French Open spilles på grus, og Wimbledon, den eneste Grand Slam, der altid er blevet spillet på samme overflade, spilles på græs. Australian Open skiftede fra græs til hårde baner i 1988, og i de første år vekslede det franske mesterskab mellem grus og sand. US Open er den eneste major, der er blevet spillet på tre overflader; den blev spillet på græs fra starten og indtil 1974, grus fra 1975 til 1977 og hårde baner, siden den flyttede fra West Side Tennis Club til National Tennis Center i 1978.
ITF bruger følgende klassifikation for tennisbanetyper:
| Overfladekode | Type          | Beskrivelse                                                                      |
| EN            | Akryl         | Tekstureret, pigmenteret, harpiksbundet belægning                                |
| B             | Kunstigt ler  | Syntetisk overflade med udseende af ler                                          |
| C             | Kunstigt græs | Syntetisk overflade med udseende af naturligt græs                               |
| D             | Asfalt        | Bitumenbundet tilslag                                                            |
| E             | Tæppe         | Tekstil- eller polymermateriale leveret i ruller eller plader af færdigt produkt |
| F             | Grus          | Ubundet mineraltilslag                                                           |
| G             | Beton         | Cementbundet tilslag                                                             |
| H             | Græs          | Naturligt græs dyrket af frø                                                     |
| J             | Andet         | Fx modulsystemer (fliser), træ, lærred                                           |

### Grusbaner
Grusbaner er lavet af knust skifer, sten eller mursten. French Open er den eneste Grand Slam-turnering, der bruger clay courts.
Clay-baner sænker bolden og producerer et højt opspring i forhold til græs- eller hårde baner. Af denne grund fjerner grus mange af fordelene ved serven, hvilket gør det svært for serv-baserede spillere at dominere på overfladen. Grusbaner er billigere at anlægge end andre typer tennisbaner, men en grusoverflade koster mere at vedligeholde. Grusbaner skal rulles for at bevare fladheden. Grusets vandindhold skal være afbalanceret; grønne grusbaner kræver, at banerne er skrånende for at tillade vandafstrømning.
Grusbaner er mere almindelige i Europa og Latinamerika end i Nordamerika, og de har en tendens til i høj grad at favorisere baglinje-spillere.

### Græsbaner
Græsbaner er den hurtigste type bane der bruges. De består af græs dyrket på meget hårdt pakket jord, hvilket tilføjer yderligere variabler: Bolden hopper afhængig af, hvor sundt græsset er, hvor nyligt det er blevet slået, og sliddet fra den seneste kamp.
Græsbaner var engang blandt de mest almindelige tennisoverflader, men er nu sjældne på grund af høje vedligeholdelsesomkostninger, da de skal vandes og klippes ofte og er længere tid om at tørre efter regn ift. hårde baner.

### Hårde baner
Hårde baner er lavet af ensartet stift materiale, ofte dækket med akryloverfladelag for at give bolden større mulighed for at hoppe end andre udendørs overflader. Hårde baner kan variere i hastighed, selvom de er hurtigere end grus, men ikke så hurtige som græsbaner. Mængden af sand tilsat malingen kan i høj grad påvirke den hastighed, hvormed bolden bremser. 

### Tæppebaner
"Tæppe" i tennis betyder enhver aftagelig banebelægning. Indendørs arenaer opbevarer ruller af banebelægninger med gummiunderlag og installerer det midlertidigt til tennisbegivenheder, men de bruges ikke længere til professionelle arrangementer. En kort form for kunstgræs fyldt med sand bruges til nogle udendørsbaner, især i Asien. Tæppe er generelt en hurtig overflade, hurtigere end hardcourt.
Bemærkelsesværdige tennisturneringer, der tidligere blev afholdt på tæppebaner, var WCT Finals, Paris Masters, US Pro Indoor og Kremlin Cup. Siden 2009 er deres brug blevet afbrudt på det øverste niveau af ATP. ATP Tour-turneringer såsom Trofeo Città di Brescia bruger stadig tæppebaner. WTA Tourens sidste tæppebanebegivenhed, Tournoi de Québec på internationalt niveau, blev afbrudt efter 2018.

## Indendørs baner
Nogle tennisbaner er indendørs, hvilket tillader spil uanset vejrforhold og er mere behageligt for tilskuere.
Forskellige baneflader er blevet brugt indendørs. Hard courts er mest almindelige indendørs, da de er de nemmeste at installere og vedligeholde. Hvis installationen er permanent, opføres de på asfalt- eller betonunderlag, som ved udendørsbaner. Midlertidige indendørs hårde baner er typisk konstrueret ved hjælp af trægulvpaneler toppet med akryl, som er installeret over spillestedets standardgulv. Dette er systemet, der bruges til moderne indendørs professionelle begivenheder såsom ATP-finalerne.
Grusbaner kan installeres indendørs med undergrundsvandingssystemer for at forhindre, at gruset tørrer ud, og har været brugt til Davis Cup-kampe.
Tæppebaner var engang de mest anvendte indendørs overflader, især i midlertidige spillesteder, men er stort set blevet erstattet af flytbare hårde baner. De blev brugt på både ATP World Tour og World Championship Tennis, selvom ingen begivenheder i øjeblikket bruger dem.
Historisk set er andre overflader blevet brugt indendørs, såsom træbaner ved VM i tennis på overdækket bane og London Indoor Professional Championships.

## Terminologi
Almindelige tennisbaneudtryk:
- Advantage serve boks: Modtagerens venstre side serveboksen, eller modstanderens højre for serveren; væsentlig som den modtagende side for et fordelspoint.
- Alley eller Tramlines:[10] Banerne på hver side af singlebanen. Disse bruges kun, når der spilles double.
- Bagbane: Området mellem basislinjen og servelinjenn.
- Baglinje: Den bagerste linje af banen, længst fra og parallelt med nettet.
- Center serve linje: Linjen der deler de to servebokse på hver side.
- Midtermærke: 4-tommer-mærket på halvvejs af basislinjen, der bruges til at skelne mellem de to halvdele (og servebokse) af en tennisbane.
- Deuce serve boks: Modtagerens højre side serveboks, eller modstanderens venstre for serveren, betydningsfuld som den modtagende side for et deuce point.
- Serveboks: Området på hver side afgrænset af singlesidelinjen, servelinjen og nettet. Der er venstre og højre servicebokse, adskilt af den midterste servelinje.
- Servelinje: Linjen der er parallel med nettet og er placeret mellem basislinjen og nettet. Det markerer slutningen af servekasserne.
- Side T: T-formen dannet af servelinjen og enkeltsidelinjen. Der er fire sådanne side-T'er, to på hver side af nettet.
- T eller Mellem T: T-formen dannet af servelinjen og den midterste servelinje.